# Liste der Kulturdenkmäler in Landau in der Pfalz
In der Liste der Kulturdenkmäler in Landau in der Pfalz sind alle Kulturdenkmäler in der rheinland-pfälzischen Stadt Landau in der Pfalz aufgeführt. Grundlage ist die Denkmalliste des Landes Rheinland-Pfalz (Stand: 6. November 2023).
Die Liste ist nach Stadtteilen sortiert.

## Teillisten

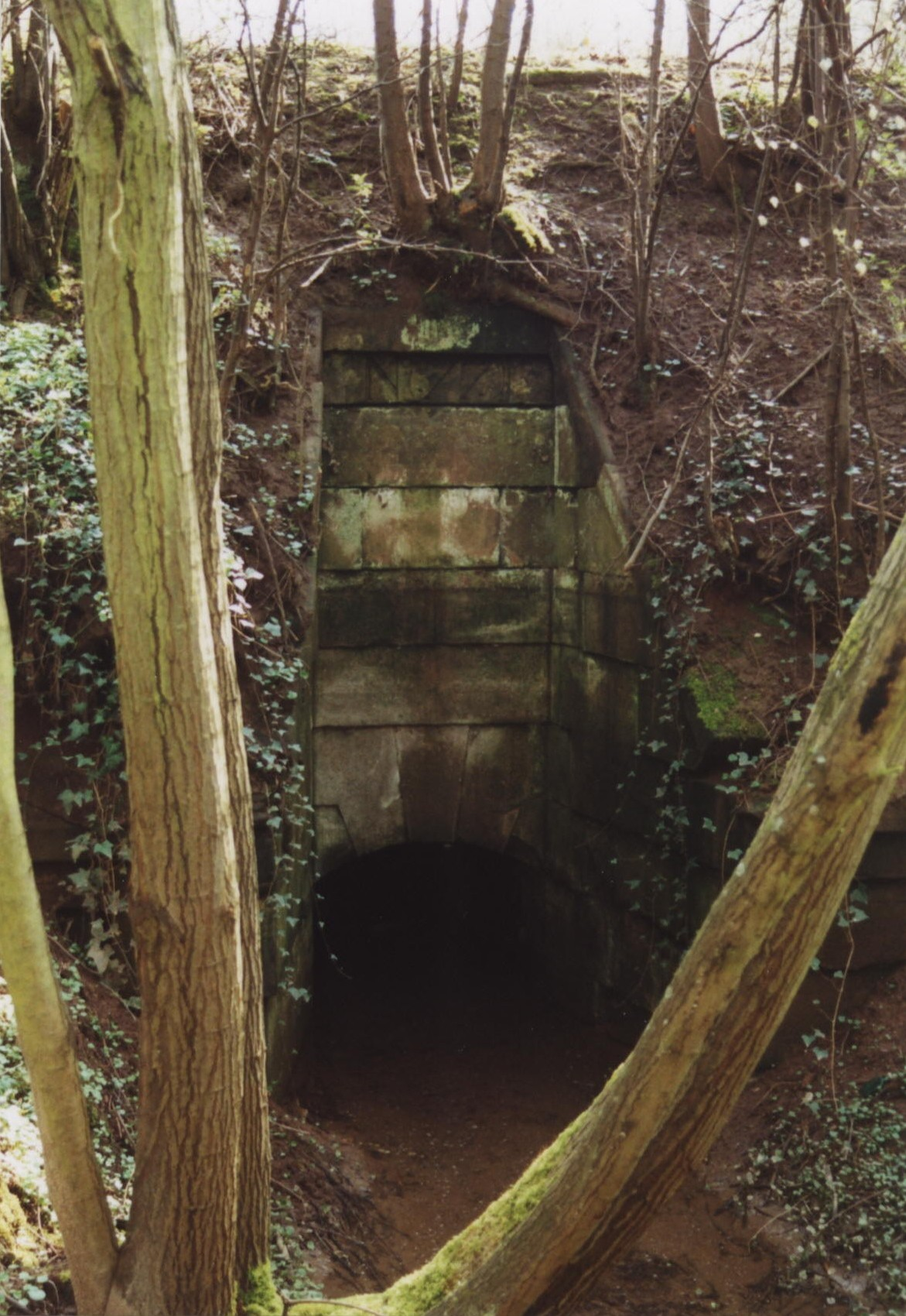
Denkmalzone Albersweilerer Kanal: Aquädukt 77

- Liste der Kulturdenkmäler in der Kernstadt von Landau in der Pfalz
- Liste der Kulturdenkmäler in Arzheim
- Liste der Kulturdenkmäler in Dammheim
- Liste der Kulturdenkmäler in Godramstein
- Liste der Kulturdenkmäler in Mörlheim
- Liste der Kulturdenkmäler in Mörzheim
- Liste der Kulturdenkmäler in Nußdorf
- Liste der Kulturdenkmäler in Queichheim
- Liste der Kulturdenkmäler in Wollmesheim

## Stadtteilübergreifende Denkmäler
- Denkmalzone Albersweilerer Kanal[1]: als Transportkanal zwischen den Steinbrüchen bei Albersweiler und der Festung Landau 1687/88 angelegt, im späten 18. Jahrhundert aufgegeben; teilweise erhaltenes Geländeprofil, Reste der Schleusenanlage an der Kreuzmühle, Aquädukte 77, 78, 79, 80; in das Kreisgebiet sich fortsetzende bauliche Gesamtanlage